# Mbandjock
Mbandjock é uma cidade dos Camarões localizada na província de Centro.